# The Secret of Crickley Hall
The Secret of Crickley Hall é uma minissérie de TV do Reino Unido de 2012 dos gêneros drama e suspense, escrita e dirigida por Joe Ahearne. A minissérie estreou dia 28 de outubro de 2012 e teve 3 episódios.

## Sinopse
Na minissérie, Gabe e Eve Caleigh tentam reiniciar suas vidas depois que o filho de cinco anos desaparece. Assim, o casal e as duas filhas se mudam para uma nova casa em Devonshire. Pouco depois, diversos eventos paranormais começam a ocorrer, o que leva o casal a investigar a história da propriedade. A história é narrada em dois períodos de tempo, o presente e o passado, mais precisamente o ano de 1943.

## Elenco
- Olivia Cooke como Nancy Linnet
- Iain De Caestecker como Jovem Percy
- Tom Ellis como Gabe Caleigh
- Douglas Henshall como Augustus Cribben
- Suranne Jones como Eve Caleigh
- Bill Milner como Maurice
- Sarah Smart como Magda Cribben
- David Warner como Percy Judd
- Maisie Williams como Loren Caleigh